# شهرستان بنزی
شهرستان بنزی (به انگلیسی: Benzie County) یک منطقهٔ مسکونی در ایالات متحده آمریکا است که در میشیگان واقع شده‌است. شهرستان بنزی ۲٬۲۲۷٫۴ کیلومتر مربع مساحت دارد.